# Александър Ранкович
Александър Миливоя Ранкович, известен като Лека Марко (на сръбски: Александар Миливоjа Ранковић), е югославски комунистически партизанин, генерал и политик. Създател и ръководител на ОЗН-а и УДБ-а и един от най-влиятелните хора в Комунистическа Югославия.

## Биография
Александър Ранкович е роден през 1903 или 1908 година в Обреновац, Сърбия. От 1926 година се включва в югославското комунистическо движение. През 1938 година става член на Политбюро на ЦК на ЮКП и един от най-близките сътрудници на Йосип Броз Тито. През юли 1941 година е заловен от Гестапо в Белград, докато организира комунистическата съпротива, но скоро след това е освободен при партизанска акция. По-късно става член Представителството на АВНОЮ.
От 1944 година е ръководител на новосъздаденото военното разузнаване Отделение за защита на народа (ОЗН), а след това и на тайната полиция Управление за държавна безопасност (УДБ). След създаването на федерална Югославия заема редица висши постове в държавата и в Югославската комунистическа партия, получава и редица държавни отличия. Провежда политики на държавен тероризъм срещу албанците в Косово, унгарците във Войводина и бошняците в Санджака, заради което е третиран с уважение от голяма част от Великосръбските Шовинисти и се счита, че е идеологически вдъхновител на Слободан Милошевич. Но след като през 1964 година Върховния съд на Западна Германия в Карлсруе потвърждава присъдата срещу Ранкович, че е отговорен за избиването на над 100 хиляди немски военнопленници, които са били погребвани живи до шията, след което са бил обезглавявани с лопати, за Геноцида върху повече от 250 хиляди германци в Югославия и за убийствата на много немски военнослужещи, лекували се през края на войната в лазарети, заради което, с цел избягването на международната изолация на страната, Тито е принуден на Брионския пленум пред 1966 година да го свали от заемания от него ръководен пост, официално отстранявайки го за сталинистки възгледи. Живее в Дубровник, където умира на 18 август 1983 година, но е погребан в Белград, като на погребението му присъстват над 100 хиляди сърби, част от които се катерят по дърветата и надгробните плочи поради липсата на достатъчно място.
Негова восъчна фигура е поставена в Музей на македонската борба в Скопие.